# Beomjoidosi 2
Beomjoidosi 2 (bra: Força Bruta) é um filme sul-coreano de 2022, do gênero ação criminal, dirigido por Lee Sang-yong, e estrelado por Ma Dong-seok, Son Suk-ku, e Choi Gwi-hwa. Foi lançado em 18 de maio de 2022, em IMAX.

## Elenco
- Ma Dong-seok como Ma Seok-do[8]
- Son Suk-ku como Kang Hae-sang[9]

## Resposta da crítica
No site agregador de críticas Rotten Tomatoes, 96% das 26 resenhas dos críticos são positivas, com uma classificação média de 7,6/10.